# Xbox 360の技術的問題

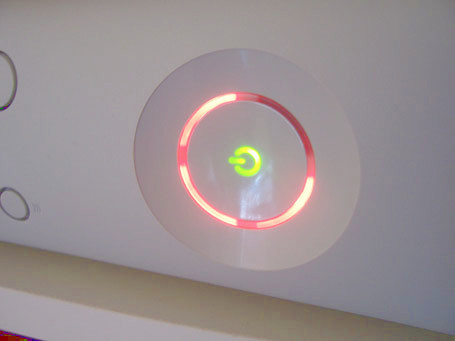
「死の赤リング（RROD:Red Ring of Death）」。ハードウェア的な不具合の発生時に表示される

Xbox 360の技術的問題（エックスボックス サンロクマルのぎじゅつてきもんだい）では、マイクロソフト社の家庭用据え置き型ゲーム機・Xbox 360の主に2005~2006年において報告されてきた、いくつかの不具合について解説する。

## 概要
Xbox 360は発売当初からプレイ中の異常停止・ディスク損傷等の問題が指摘され、一部ユーザーからの集団訴訟に発展した。MSは発生確率ごくわずかとしたが、ハード設計とその他の諸問題は解決されず、北米で2006年12月に保証期間を90日から1年に延長。2007年4〜6月期に全世界における修理交換のために10億5000万〜11億5000万ドルを計上し、7月にはランプ3個が赤く点灯する場合（RROD/Red Rings of Death/RROD）に限り3年へと保証期間を延長した。保証期間切れのために有償修理したユーザーには修理代返金を実施。なお、1台あたりの修理費用は330-660ドルと推計されている。
一般的に家電製品の故障率は5％程度が販売できる限界だと言われるが、当初からこの水準を上回るという報道がなされてきた
。
Wired紙によればXbox 360の製造に関係する内部関係者の話として、故障しやすい原因は設計上の欠陥と発売前テストの不適切さにあるとされた。
発売開始から数か月間、マイクロソフトはXbox 360の故障率が消費家電製品の平均である3-5％程度であるとしていた。マイクロソフトは公式に故障率に関する統計を発表したことはない。同社の方針は、そうしたデータを公表するのではなく、発生している技術的問題を迅速に解決するという方向性である。しかしながら、家電製品としての平均をはるかに上回る故障率33%という噂は根強く存在してきた（下記「ドイツの雑誌CTの検証などを参照」）。
2007年7月5日、Microsoft's Interactive Entertainment Businessの副社長ピーター・ムーア（当時。2007年にEAに転職）は、Xbox 360に問題が発生していることを公開書簡の形で認め、赤ランプが3個点灯する「死の赤リング」の場合に限り、保証を3年間に延長するとした。赤ランプ1個のみの場合はこの保証の対象外である。
2008年2月13日、電化製品の保証サービスを取り扱う独立最大手SquareTradeは、Xbox 360本体の故障率は16.4％だとし、死の赤リングはその内60％で確認された。この調査はサンプル数は1,000以上だが、実際はもっと多いと見られる。2月15日、マイクロソフトのJoe DiMieroはこの報道について「憶測にはコメントしない。その報告をまだ見ていないし、データを発表した会社についてもよく知らない。測定の手法にも問題があるだろう」とした。
2007年11月頃から、初期型より発熱量や消費電力の少ない「Falcon」と呼ばれているモデルが出回るようになった。日本でも11月から投入されたバリューパックはFalcon搭載型とされる。さらに2008年には「Jasper」と呼ばれる更なる改良版の基板モデルが登場している。

## 一般的ハード障害(general hardware failure)
Xbox 360が「一般的ハード障害」の状態になると赤ランプ3個の「死の赤リング」が本体前面に点灯する。何人のユーザがこれを経験したかは現時点では不明である。
「死の赤リング」についてはユーザの間で誤解もある。「一般的ハード障害」の場合、赤ランプは3個点灯するが、AVケーブルが適切に接続されていない場合は赤ランプが4個点灯するためである。360S以降は縁の赤ランプ四つがエラー時に点灯しなくなったため、死の赤リングを本体の状態のみで判別できなくなった。
ゲーム付属製品を製造するNyko社の冷却ファンIntercoolerを取り付けた場合、一般的ハード障害およびACアダプタの加熱を引き起こすことが多いと指摘されている。マイクロソフトは、同製品を使用した場合、消費電力が多すぎるため本体に問題を引き起こす場合があり、保証が無効になると述べている。また、電圧急上昇保護装置（サージプロテクタ）に電源コードを接続すると無用の電力を消費し不具合が起きる場合があるとしている。
マイクロソフトは、製造上の問題は解決済みとする一方、過去に発生した問題については言及を避けている。しかし同社幹部は、2007年7月5日に開いた株主説明会において、いくつかの製造上の問題点について言及した。
基本的に本体の「XBOX 360」ロゴの表示中に本体が原因不明のフリーズを起こした場合はRRoDの兆候であり、その直後にもう一度本体を起動するとたいていはRRoDが恒久的に発生する。

## 過熱
Xbox 360は、不十分な冷却を原因として、使用中に非常な高温となる。この高熱によって、CPU・GPUとマザーボードを接合するボール・グリッド・アレー式 ハンダ接合部が弛緩・融解するために故障すると言われている。（ハンダが融解する熱量が発生する以前に熱による基板の変形が起こりパターンが剥離して接触不良となると思われる） 環境問題への配慮から近年使われるようになった無鉛ハンダが使用されている場合、その種類によっては鉛入りハンダより剛性が劣ることがあり、問題の悪化を招く。一度故障してしまった本体は専門家以外はほとんど修理が不可能であり、Xbox 360の本体のカバーを外す複雑な過程などから、かなり難易度の高い修理となる。
ドイツのゲーム雑誌c'tの記事「3台に1台は故障する(Jede dritte stirbt den Hitzetod)」によると、Xbox 360に使用されている無鉛ハンダの種類に問題があり、長時間高熱にさらされると脆くなり、金属疲労や亀裂が生じる性質があるとされている。また当該記事では、マイクロソフトが10億ドルの修理費を内部的に引当計上し、修理・交換に対応しているとした。また、2007年5月7日Bloomberg紙の報導によると、Xbox 360の世界最大の小売店である3社 (EB Games、Gamestop、Best Buy）に取材したところ、顧客から返品される率は30% - 33%だった。
Xbox 360のヒートシンク・排気口・ファンでは、使用中に常に作り出される熱を排出しきれないため、クラッシュ・フリーズ・故障の原因になるとされている。マイクロソフトは65nm CPUを搭載したFalcon型マザーボードを既に市場投入しており、2008年後半には、65nm GPUも搭載した新型マザーボード、通称「Jasper」を投入すると見られる。
2007年10月号Official Xbox Magazineによると、Xbox 360 ElitesとPremiumsの新規出荷分については大型化したヒートシンクが取り付けられているとされるが、効果については現時点で不明である。
サードパーティからは外付けクーラーも発売されているが、「クーラーが溶けて固着する」「内部のプロセッサを損傷する」「保証が無効になる」といった問題点が指摘されている。

## ディスク損傷
2005年末にXbox 360が発売された直後から、ディスクに円状のひっかき傷ができるという苦情がユーザから出始めた。Llamma.comの調査によると、Xbox 360 搭載のドライブの中にはディスクを定位置に固定する機構に欠陥があるものが見つかった。よって、作動中に本体を傾けたり動かしたりするとディスクに傷が付く場合があり、最悪の場合は読み取り不能になる。この問題は保証対象外だったが、Microsoft Xbox Disc Replacement Programが導入され、一部制限付きながらディスクの交換が受けられるようになった。Halo 3 Limited Editionについては、同プログラムのウェブサイトにおいて2008年2月1日まで無料交換が行われていた（ディスク交換の申請書）。
そもそも、Xbox 360のゲーム用ディスクは二層DVD-ROMにコピーガードなどが追加された仕様であり、ゲームの容量大型化に応じてDVD用ディスクドライブではゲームデータのロード速度が実際のゲームの速度と同期しづらくなり、ゲーム側に不具合がなくてもゲームがいきなりフリーズするケースは以前から顕著に見られた。また、ゲームの大型化が原因でDVD-ROMのロード速度も増加させる必要が出ていたため、ディスクドライブの騒音も一部のゲームではさらに増加し、傷が付くリスクもその分増加していた。そのため、2008年12月ごろからのアップデートで全てのディスク版Xbox 360作品は内部のストレージにゲームデータを保存する「インストール」機能が追加され、ディスクの読み込みはゲームの起動直後から約1分間しか行われないようにすることが可能となった。ただし、ディスクに傷が付いた場合でもXbox 360のDVDドライブの強度は十分にあるため、ある程度の円状傷の量であれば問題なくディスクを読み込める場合がある。また、8cmディスクは縦置き時にほとんどディスクトレイに置くこと自体が不可能であり、無理に入れると確実にディスクに傷が付いたり、ドライブが壊れるリスクがある。
Xbox 360 S以降のディスクドライブの付いた全XBOXモデルは開封直後の新品本体にも、ディスクを入れたまま本体を持ち歩かないよう警告する注意書きが記述されたシールが本体のディスクドライブに貼られることが多い。

### 2005年12月
Xbox 360の発売日は、アメリカとカナダが2005年11月22日、欧州と日本では12月上旬だったが、同月中には様々なサイト・雑誌で不可解な騒音が報告された
ディスク損傷は、ドライブの欠陥が原因であることが判明したが、本体を水平に設置しディスク読み取り中に動かしたり衝撃を与えなければ避けられるとされた。2005年12月、マイクロソフトはこの問題への対応として、 Perfect Dark Zeroだけはディスク傷がなくとも交換を実施するとした。

### Kassaによる2007年2月の検証番組
Xbox 360のディスク損傷問題は2006年に数々のマスコミで取り上げられた。2007年2月、消費者問題を扱うオランダのテレビ番組Kassaは、消費者からの苦情を受けて、円状に引っかき傷ができる問題を調査した。そしてXbox 360の光学レンズが適切に静止せずにディスクに接触するという構造的欠陥によるものであるとした。また、Xbox 360に搭載されている東芝サムスン製ドライブには、ディスクへの接触を防ぐゴム製クッションが光学レンズ周辺に取り付けられていないことを指摘した。

### Kassaによる2007年4月の検証番組
雑誌HardwareInfoは、読み取り中に本体を動かすとディスクに傷が付くことを証明した。これを受けて、2007年4月、オランダのテレビ番組Kassaは、2月の番組以降に寄せられた1000件の被害報告について検証した（東芝サムスン製）。これら消費者は動作中に本体を動かしていなかったが、水平ではないなど置き方に問題があることが証明された。
Kassaの4月の番組によると、完全な水平かつ無振動状態にし、人が一切立ち入らない環境において、離れた場所から5時間ゲームをした後にディスクを調べたところ、9台のうち1台でディスク傷が発生していた。同様にして縦置きで検証したところ9台のうち3台で深刻なディスク傷が発生した。この番組は 2007年4月14日に放送された。
Kassaのウェブサイトでは、検証条件や詳しい情報が英語で記載されている。
2007年4月14日の放送の1日前にKassaがオランダマイクロソフトに問い合わせたところ、「通常の使用でディスク傷が発生する場合がある」との回答があり、オランダの消費者のために解決法を探して行くと述べた。
マイクロソフトはこの番組の放送から10日後である2007年4月24日に以下のようにコメントした
"Kassaが行った実験に当社は参加しなかったため、検証方法がよく分からないので、結果についてコメントすることはできない。通常的使用においてもディスクに傷が付く場合があることを認識しているが、この問題について広い範囲から報告を受けているわけではない。当社の消費者全員が可能な限り最高のゲーム体験を享受している一方で、こうした問題が起きていることを懸念している。Kassaの指摘した使用方法でディスク傷が発生した顧客には当社に連絡するよう勧めている。本体を調査し、必要であれば完全なものとなるよう修理を実施する。加えて、ディスク交換についての情報を顧客に提供している" 
オランダマイクロソフトは、保証期間内のユーザに限り、ディスク損傷が発生した本体を無料で交換している。しかし損傷したディスクの交換についてはまちまちである。Kassaの上記番組とその続編の中ではマイクロソフトヘルプデスクの担当者が本体交換に応じる一方でディスクの交換を断る模様が収録されている。マイクロソフトが発行したディスクについては、交換が受けられる地域もある。

### 2007年6月欧州委員会によるディスク損傷の調査
2007年6月1日、欧州委員会の消費者問題担当官であるMeglena Kunevaは、Kassaの番組製作者やオランダの消費者問題団体から聞き取り調査を行い、欧州委員会がXbox 360のディスク損傷問題を調査し、マイクロソフトに欧州全域でのディスク交換を求めていくと発言した。マイクロソフトからの回答は1週間以内とみられたが、マイクロソフトはディスク損傷の問題の存在自体を否定、"ユーザの責任"と反論した。2008年1月現在、Meglena Kunevaのウェブサイトには、マイクロソフトの対応や調査結果について何も書かれていない。

## 訴訟
2007年7月9日、「設計と製造上の欠陥」を有するXbox 360がディスクを損傷したとしてフロリダ州のJorge Brouwerが同州連邦裁判所でマイクロソフトを提訴した。訴状によればマイクロソフトは何千もの苦情を受けているにもかかわらず、損傷ディスク全部を回収しなかったとしている。なお、この訴訟は「集団訴訟」である。
ワシントン州シアトルでもディスク損傷について集団訴訟が起こされた。

## 2006年アップデートの技術的不具合
2006年11月1日の更新パッチでは本体が起動不能になった。症状は、パッチ適用後に突然再起動し、エラーメッセージが出たまま正常起動できなくなる(エラーコード：E71)。一般に、Xbox OneやPS3では可能である「本体OSの再インストール」はXbox 360ではできないため、一度アップデートしてブリックした場合は対処が不可能になる可能性があるという問題がある。
この更新パッチの不具合に対して、500万ドルの賠償金と無料修理を求めてカリフォルニア州のKevin Rayを筆頭としてマイクロソフトに対する集団訴訟をワシントン連邦裁判所に提起した。こうした訴訟は2度目であり、1回目は2005年12月の発売直後に起こされている。

## 保証期限
マイクロソフトは、「死の赤リング」と「E74エラー」については保証を3年にしたが、それ以外の不具合については1年間のみ保証している。故障時には有償修理することになる  。
正式発売されていない地域のユーザは保証が受けられない場合がある。修理された本体には90日の新たな保証が付き、新保証期限と元の保証期限のいずれか長い方が適用される。修理にかかる日数は21日程度とされる。
30ドルほどで1年間の保証を最大2年まで購入することができるが、大手小売店Gamestopは、保証の販売を一切停止した。

## エラーコード
主にXbox 360でエラーコードを調べる方法は二つ存在する。一つ目は四桁のエラーコードであり、本体がエラーランプを点灯させている状態の時にコントローラー連動ボタンを押しながらディスクイジェクトボタンを四回押し、そのときに点滅する電源ランプのシグナルにより判定できる。二つ目はレッドランプが一つ光った場合などに、画面に出力される「E〇〇」のコードである。ここでは二つ目のエラーコードの一例について記述する。なお、実際のエラーコードはこれよりも多く存在。
| エラーコード（E〇〇）            | 原因・対処法                                             |
| -------------------------------- | -------------------------------------------------------- |
| E01                              | 本体そのものの短絡・電源装置の故障                       |
| E02~E04                          | CPUのはんだの融解                                        |
| E05~E07                          | チップの熱暴走 （このエラーのみ、赤リングが二つ点灯）    |
| E08~E11                          | はんだブリッジ状態                                       |
| E12,E14,E15                      | 温度センサー関連の故障                                   |
| E13,E20~E24                      | RAM関連の問題                                            |
| E17                              | USB端子不良                                              |
| E16,E18~E20,E25,E32,E33, E73,E74 | チップのはんだ不良                                       |
| E35,E40                          | 抵抗の異常                                               |
| E46,E64~E66                      | DVDドライブの不良                                        |
| E67~E70,E79                      | ハードディスクの不良                                     |
| E71                              | バージョンアップ時に本体ストレージ関連のエラーが発生した |
| E72,E80                          | NANDの問題                                               |
| E75~E77                          | Ethernet端子の問題                                       |